# Râul Văduțul
Râul Văduțul sau Râul Cornea este un curs de apă, afluent al râului Valea Albă.  